# Louis Lliboutry
Louis Lliboutry (Madrid, España; 19 de febrero de 1922- Grenoble, Francia; 21 de octubre de 2007) fue un glaciólogo francés que realizó estudios científicos en Chile en los Andes centrales y Andes Patagónicos.
Lliboutry creó la Escuela de Glaciología de la Universidad de Chile a principios de los años 1950. Una de sus obras más famosas fue el amplio tratado de Nieves y Glaciares de Chile: Fundamentos de Glaciología publicado en 1956. Las obras de Lliboutry se concentran en la glaciología de los Andes áridos y Andes húmedos , especialmente en los alrededores de Santiago. Una de sus contribuciones más notables sobre la formación de Penitentes. Luis Lliboutry participó a la famosa expedición de Francisco Ibáñez al Fitz Roy en 1952 con Lionel Terray y Guido Magnone.
Falleció en Grenoble en el 2007 a los 85 años de edad.
El Cerro Lliboutry fue nombrado en homenaje a su obra.

## Publicaciones
- Lliboutry, Luis, El origen de los penitentes, en Informaciones Geográficas, volumen III, 1953, Santiago, Chile.
- Lliboutry, Luis, Nieves y glaciares de Chile: Fundamentos de Glaciología, 1956.
- Lliboutry, Luis, Perú: evaluación de riesgos telúricos en el Callejón de Huaylas, con vista a la reubicación de poblaciones y obras públicas. UNESCO, 1971, París.
- Lliboutry, Louis, Details of Quantitative Geophysics & Geology Quantitative Geophysics & Geology ISBN 81-8128-218-3 ISBN 9788181282187, ,978-8181282187, 2004, Springer Verlag (en inglés).
- Lliboutry, Louis,Enseignement des sciences de la terre Nouv. éd. ref. et mise à jour ISBN 2225829225